# 锡根 (下莱茵省)
锡根（法語：Siegen，法語發音：[siɡən]；南法兰克语：Sije）是法国下莱茵省的一个市镇，属于阿格诺-维桑堡区。

## 地理
锡根（48°57'24"N, 8°2'30"E）面积8.1 平方千米，位于法国大東部大區下莱茵省，该省份为法国大陆部分最东部的省份，是阿尔萨斯的一部分，今与上莱茵省组成了阿尔萨斯欧洲集体，其南至上莱茵省，西南接孚日省和默尔特-摩泽尔省，西接摩泽尔省，北与德国接壤，东侧沿莱茵河与德国相望。
与锡根接壤的市镇（或旧市镇、城区）包括：克勒特维莱尔、奥贝尔洛泰尔巴克、塞巴赫、萨尔姆巴克、什莱塔勒、特里姆巴克、阿斯克巴克。
锡根的时区为UTC+01:00、UTC+02:00（夏令时）。

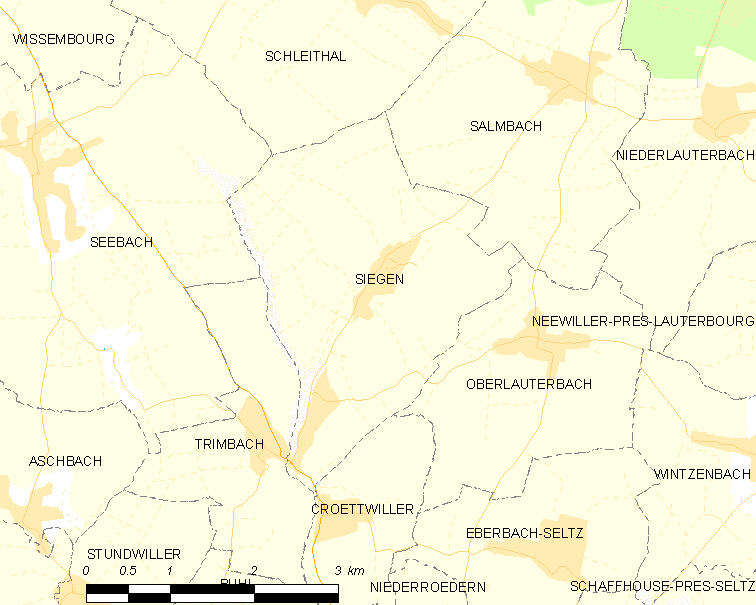
锡根的OSM定位图

## 行政
锡根的邮政编码为67160，INSEE市镇编码为67466。

## 政治
锡根所属的省级选区为维桑堡县。

## 人口

1962-2008年间锡根人口变化图示

锡根于2022年1月1日时的人口数量为516人。